# فيليكس باراخاس
فيليكس باراخاس (بالإنجليزية: Felix Barajas)‏ هو لاعب كرة قدم أمريكي، ولد في 24 يناير 2003 في North Hills, Los Angeles ‏ في الولايات المتحدة.